# Y102 Thyra
Y102 Thyra er et skoleskib i Søværnet. Svanen er det andet af de to sejlskibe i Svanen-klassen.  Organisatorisk hører Svanen under division 14 (skoleskibsdivisionen) i 1. eskadre.
Skibet er det andet skib i flådens tal der bærer navnet Thyra:
- Thyra (skoleskib, 1904-1957)
- Y102 Thyra (skoleskib, 1961- )